# وینترسهاوس
وینترسهاوس (به فرانسوی: Wintershouse) یک کمون در فرانسه با جمعیت ۶۶۹ نفر است که در Canton of Haguenau واقع شده‌است.